# 吳禎 (崇禎進士)
吳禎（1604年—1634年），原名天胤，字永錫，號澹人，南直隸松江府華亭縣仙山鄉人，明朝政治人物。

## 生平
天啟四年（1624年）甲子科應天鄉試第五十八名舉人，崇禎四年（1631年）中式辛未科會試第三十七名，二甲第四十七名進士。通政司觀政，改庶吉士，六年（1633年）授翰林院編修，七年（1634年）因寓所失火去世。

## 家族
曾祖吳錦，歲貢，年近百壽，鄉飲賓；祖父吳性；父吳叔行。長兄吳嘉胤，天啟四年舉人；弟吳培昌，原名文胤，崇禎十年進士。